# Torri Edwardsová
Torri Edwards, přechýleně Torri Edwardsová (* 31. ledna 1977 Fontana, Kalifornie) je bývalá americká atletka, sprinterka, mistryně světa v běhu na 100 metrů z roku 2003.

## Kariéra
V roce 2000 byla členkou štafety USA na 4 × 100 metrů, která získala na olympiádě v Sydney bronzovou medaili. Nejúspěšnější sezónu pro ni byl rok 2003. Nejdříve na světovém halovém šampionátu v Birminghamu získala bronzovou medaili v běhu na 60 metrů. Na mistrovství světa v Paříži zvítězila v běhu na 100 metrů, další dvě stříbrné medaile připojila v běhu na 200 metrů a ve štafetě na 4 × 100 metrů. V tomto roce vytvořila také svůj osobní rekord v běhu na 200 metrů 22,28. Její nejlepší výkon v běhu na 100 metrů 10,78 pochází z roku 2008. Na mistrovství světa v roce 2007 byla členkou vítězné štafety USA na 4 × 100 metrů.